# Batman: The Ride

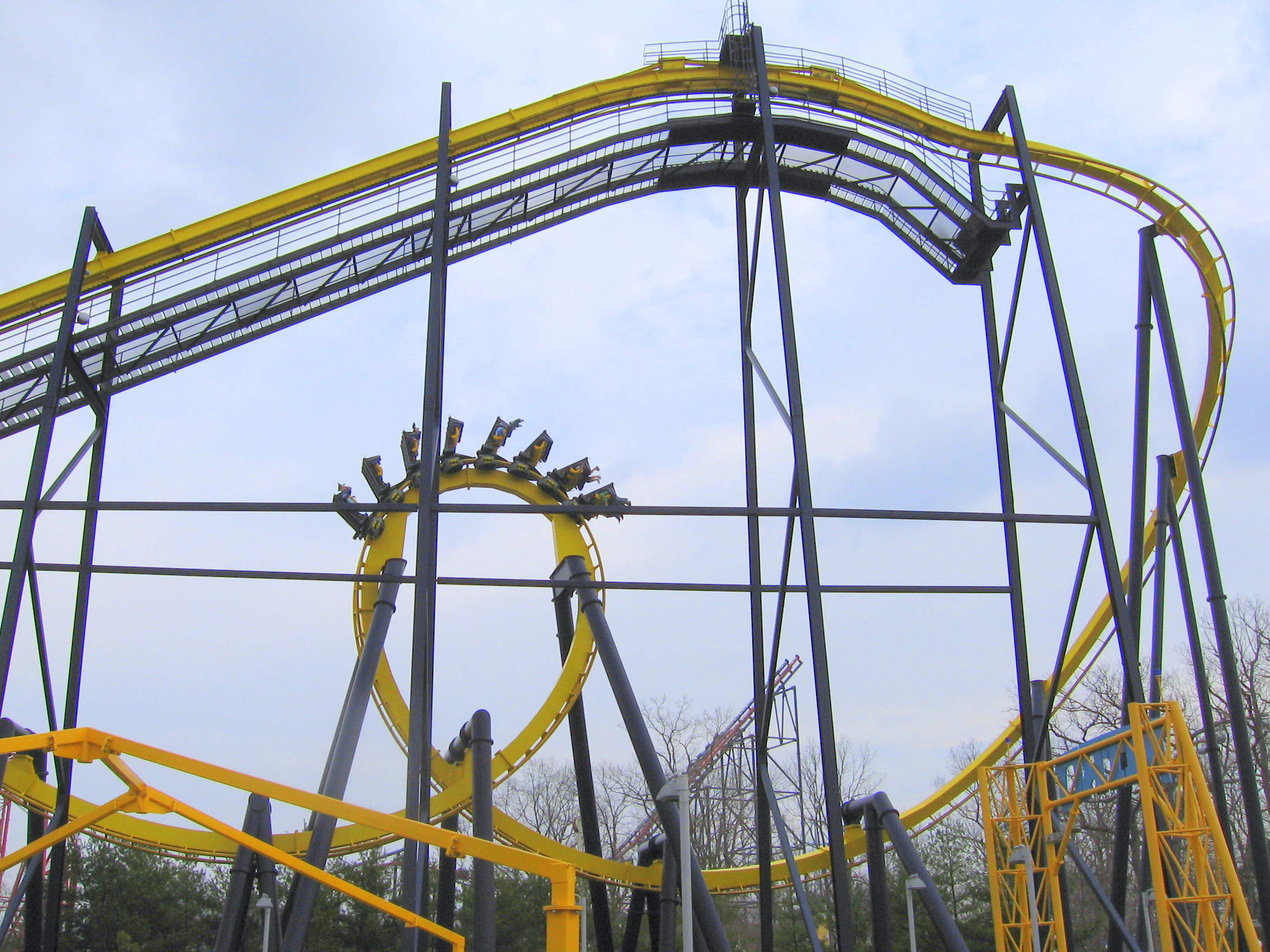
Batman: The Ride a Six Flags Great America

Batman: The Ride è il nome di alcune montagne russe presenti in vari parchi divertimento gestiti dalla Six Flags Entertainment Company. Le attrazioni sono completamente tematizzate a Batman, avendo uno schema di colori somigliante al logo stesso di Batman (giallo e nero) e presentando stazione e coda decorate a dovere. Dalla denominazione ufficiale di "No Floor Inverted Coaster", il modello esordì con il suo primo esemplare nel 1992 a Six Flags Great America, e l'immediato successo portò gli altri parchi Six Flags a installare l'attrazione, clonata o con piccole variazioni. Esso fu inoltre il primo esemplare al mondo di inverted coaster.

## Storia

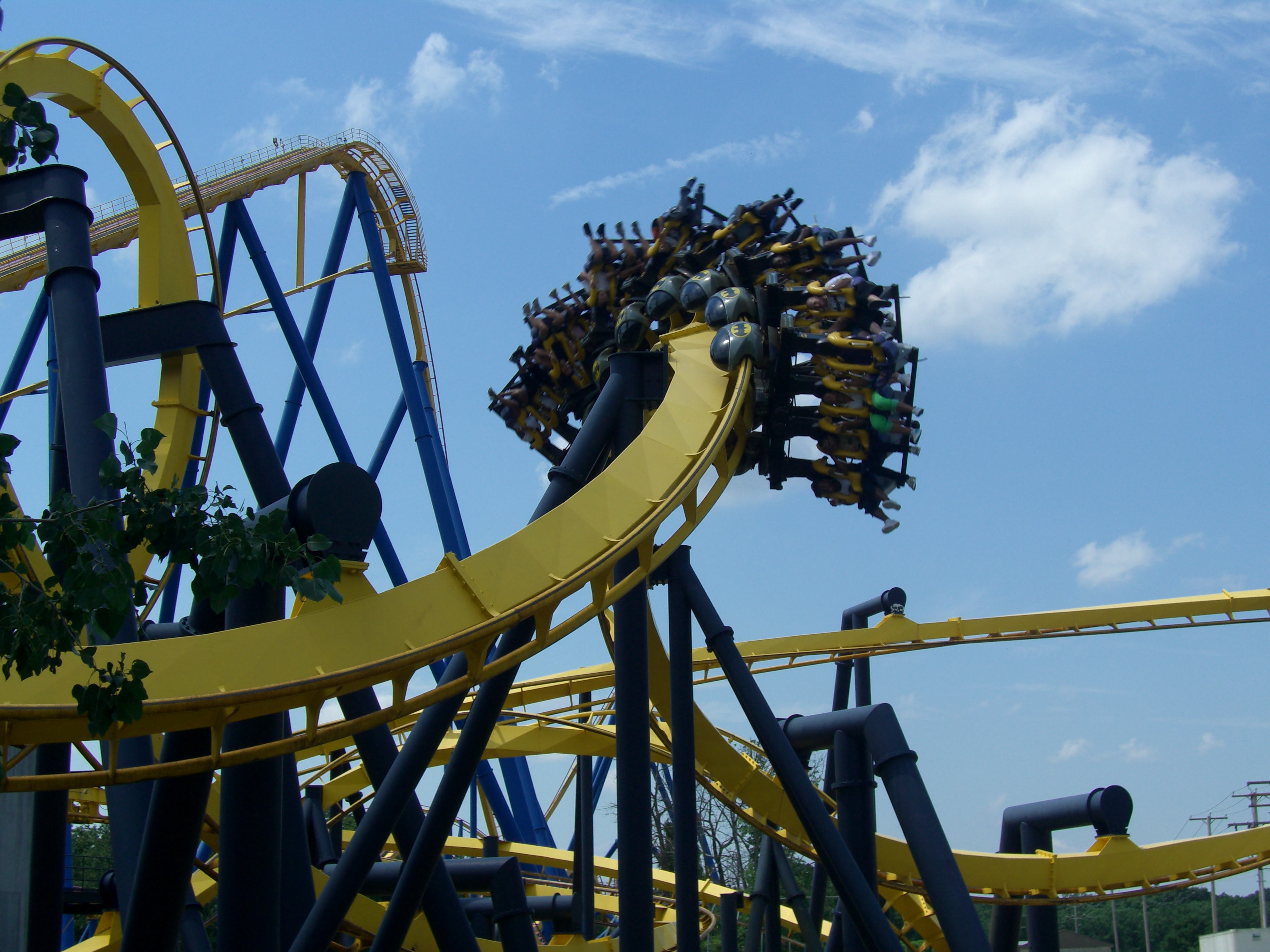
Batman: The Ride a Six Flags Great Adventure

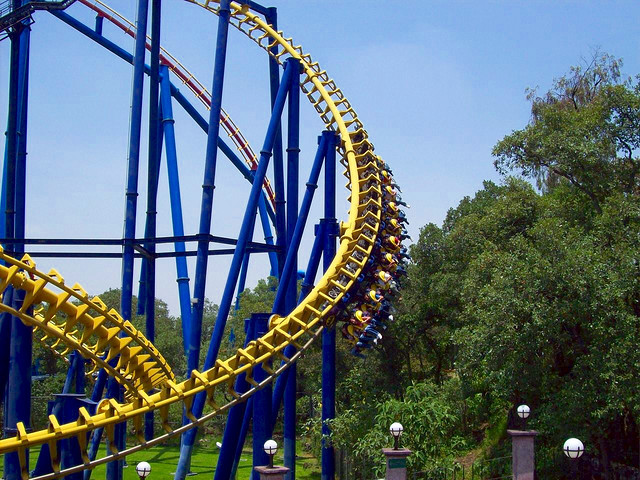
Il SLC di Vekoma Batman: The Ride di Six Flags Mexico

Il concetto di inverted coaster era stato ideato da Jim Wintrode, direttore generale di Six Flags Great America, nei primi anni '70. Il primo Batman: The Ride venne progettato dall'azienda svizzera Bolliger & Mabillard, che aveva già costruito il floorless coaster Iron Wolf (ora Firebird) nello stesso parco, e venne inaugurato il 9 maggio 1992. Dato l'enorme successo che ne è seguito, Time Warner (che al tempo gestiva Six Flags) sviluppò un piano per installare altri cloni negli altri parchi di sua proprietà. Il secondo esemplare, nonché secondo inverted coaster al mondo, aprì nel 1993 a Six Flags Great Adventure, e poi si susseguirono altri cloni a Six Flags Magic Mountain nel 1994, a Six Flags Saint Louis nel 1995, a Six Flags Over Georgia nel 1997 e a Six Flags Over Texas nel 1999. Nel 2000 invece, con l'acquisto di Six Flags Mexico, fu deciso di aggiungervi un'attrazione dallo stesso nome, ma di modello diverso, nello specifico un Suspended Looping Coaster di Vekoma, attualmente l'unico del suo genere a essere tematizzato a Batman.
Nel 2002 il parco divertimenti canadese La Ronde (di proprietà di Six Flags) aprì una clone dell'attrazione, ma ri-tematizzata come Vampire in quanto al parco non fu concesso di essere parte del brand Six Flags e quindi di usare le sue licenze. Sempre nel 2002 aprì un altro clone, stavolta in Spagna, col nome Batman: la Fuga. Questo esemplare è situato a Parque Warner Madrid ed è l'unico fuori dal continente americano a essere chiamato "Batman".

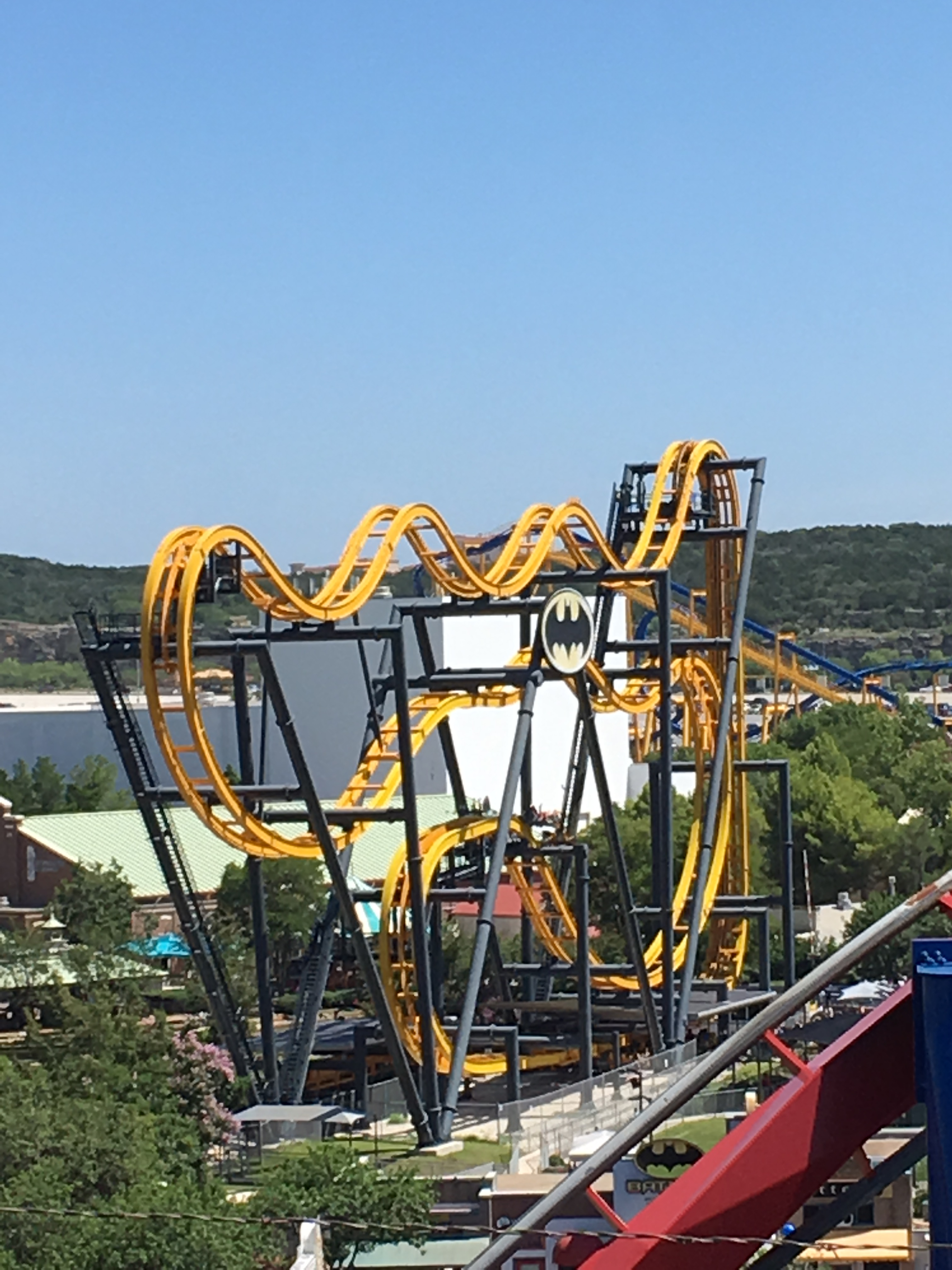
Il 4th Dimension coaster di S&S Worldwide Batman: The Ride di Six Flags Fiesta Texas

Nel 2003 venne installato l'ultimo esemplare a Six Flags New Orleans in Louisiana. Nel 2005 l'uragano Katrina colpì New Orleans e fece chiudere il parco, che venne sommerso dalle acque. L'attrazione, dopo due anni di abbandono, venne traslocata a Six Flags Fiesta Texas, dove nel 2008 venne ribattezzata Goliath. Nel 2015 Six Flags Fiesta Texas aprì il suo proprio Batman: The Ride, ma di tipologia completamente diversa, trattandosi di un 4th Dimension coaster. Nel 2019, a Six Flags Discovery Kingdom, fu inaugurato un clone di quest'ultima attrazione.
Per gli anni 2013, 2014 e 2015 i parchi di Six Flags, a intermittenza, hanno operato le attrazioni con i treni girati nella direzione opposta, fornendo una visione all'indietro del tracciato e creando l'esperienza limitata denominata "Batman: Backwards".

## Descrizione
Batman: The Ride è alto 32 metri e lungo 820, e raggiunge velocità massime di 80 km/h. La durata complessiva di una corsa è di 1 minuto e 45 secondi e opera con 2 treni da 8 vagoni, ognuno con quattro posti a sedere, per un totale di 32 posti per treno.

### Tracciato
Appena uscito dalla stazione il treno incomincia la sua ascesa di 32 metri, per poi imboccare una discesa curva, raggiungendo velocità di 80 km/h e successivamente entrando nella prima delle 5 inversioni, ovvero un giro della morte, seguito da uno zero g-roll e da un secondo giro della morte. Il treno a questo punto passa attraverso un'elica a 360° e scorre lungo un tratto di tracciato dritto, per poi subentrare in un corkscrew molto stretto. Superato quest'ultimo, il treno fa una curva ed entra in un secondo corkscrew per poi curvare di 90 gradi e raggiungere la zona di frenata finale.